# Бендетти, Майкл
Майкл Кристиан Бендетти (англ. Michael Christian Bendetti; род. 21 августа 1967, Лонг-Бич, Калифорния) — американский актёр и кинопродюсер, чья профессиональная активность  пришлась на 1980-е и 1990-е годы.

## Биография
Бендетти родился 21 августа 1967 года в Лонг-Бич. Он учился в   Районной театральной школе в Нью-Йорке проповедующей актёрский метод Сэнфорда Майснера.
Первым полнометражным фильмом Бендетти стала комедия «Отель чудаков» режиссёра Рафала Зелински (1988), где он исполнил главную роль. Также в том же году он появился в телефильме «Леди-гангстер» в роли юного Ника, героя, которого в более взрослые годы сыграл Майкл Нэйдер.
Бендетти работал ассистентом продюсера в боевике «Взятие Беверли-Хиллз» (1991), а поздне  снялся в фильме ужасов «Мир иной» (1992).
Он появился в роли офицера Энтони «Мака» МакКанна в популярном сериале «Джамп-стрит, 21». Роль Бендетти в «Джамп-стрит» стала самой успешной в его актёрской карьере.
Он появился в телесериалах «Спасатели Малибу», «Дуги Хаузер, доктор медицинских наук» , «Два моих отца», «Дневники красной туфельки» (который также является его последней заметной работой на экране), «Монро», а также в телевизионных фильмах «Великое землетрясение в Лос-Анджелесе» и «Аманда и пришелец».
Бендетти приостановил свою актёрскую деятельность примерно на пять лет и в итоге решил завершить активную карьеру в актёрстве и продюсеровании. Период между 1995 и 2003 годами был прерван лишь участием Бендетти в комедийном фильме «Любовь по сценарию» (2003), продюсером которого он стал вместе с Майклом ДеЛуизом, с кем он сотрудничал неоднократно и ранее, и Скоттом Стивенсом.
Бендетти в настоящее время живёт в Лос-Анджелесе   неподалёку от Санта-Моники.

## Фильмография

### Кино
| Год  | Название             | Роль         | Примечание          |
| ---- | -------------------- | ------------ | ------------------- |
| 1988 | Отель чудаков        | Майк         |                     |
| 1991 | Захват Беверли-Хиллз | —            | ассистент продюсера |
| 1992 | Мир иной             | Кори Торнтон |                     |
| 2003 | Любовь по сценарию   | —            | продюсер            |

### Телевидение
| Год       | Название                                   | Роль                        | Примечание  |
| --------- | ------------------------------------------ | --------------------------- | ----------- |
| 1988      | Леди-гангстер                              | Ник в юности                | телефильм   |
| 1989      | Два моих отца                              | Кевин О'Нил                 | 1 эпизод    |
| 1990      | Доктор Дуги Хаузер                         | Майкл Леонетти              | 1 эпизод    |
| 1990      | Великое землетрясение в Лос-Анджелесе      | Тим Брэдли                  | телефильм   |
| 1990–1991 | Джамп-стрит, 21                            | Офицер Энтони «Мак» МакКанн | 20 эпизодов |
| 1990–1991 | В ночь                                     | камео                       | 2 эпизода   |
| 1991      | Шоу Джоан Риверз                           | камео                       | 1 эпизод    |
| 1992      | Спасатели Малибу                           | Иэн                         | 1 эпизод    |
| 1994      | Дневники Красной Туфельки 14: Сладкая Лола | Майкл Симс                  | 1 эпизод    |
| 1995      | Аманда и инопланетянин                     | Чарли Ноблс                 | телефильм   |
| 1995      | Монро                                      | Хантер                      | 2 эпизода   |